# Polski Związek Hokeja na Trawie

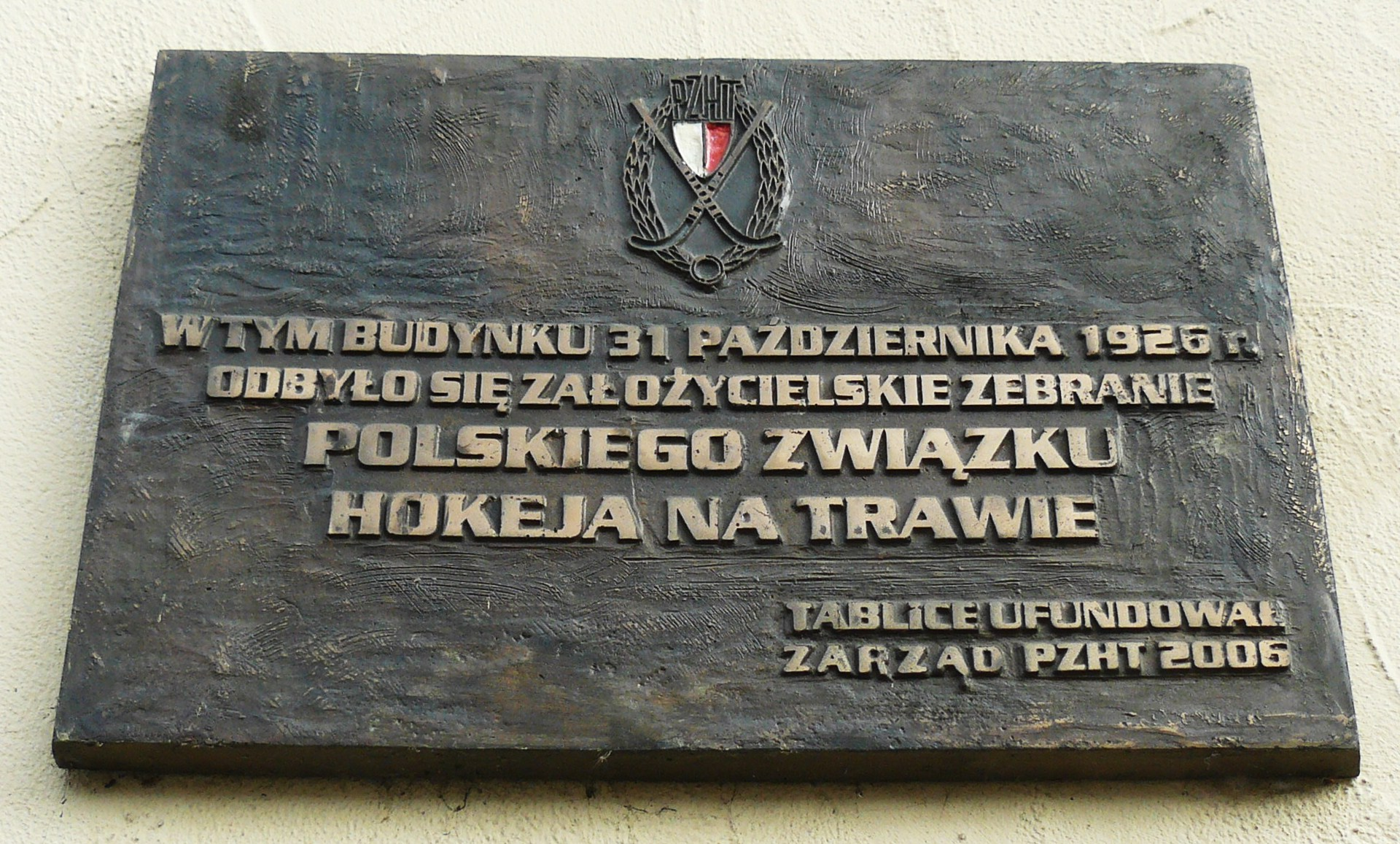
Tablica przy ul. Masztalarskiej w Poznaniu

Polski Związek Hokeja na Trawie (PZHT) – organizacja zrzeszająca zawodników, trenerów i działaczy polskiego hokeja na trawie powstała 31 października 1926.
Historycznie pierwszym prezesem związku był por. Marian Grodzki.
Polski Związek Hokeja na Trawie od 1928 jest członkiem Międzynarodowej Federacji Hokeja na Trawie.
Prezesem związku jest Rafał Grotowski, Sekretarzem Generalnym Piotr Wilkoński, a kierownikiem wyszkolenia Krzysztof Rachwalski.